# Kristen Nuss
Kristen Nuss (Nova Orleans, 16 de dezembro de 1997) é uma jogadora de voleibol de praia estadunidense.

## Carreira
Ela é filha de George e Audrey Nuss, também neta do saudoso ex-beisebolista Putsy Caballero (Ralph) logo descobriu sua paixão pelo voleibol, desde a época que cursava o ensino médio no Mount Carmel Academy, onde competia no voleibol indoor, modalidade na qual venceu três campeonatos e foi a Jogadora do Ano do Louisiana Gatorade em 2015-16, sendo eleita MVP da disputa do título estadual de vôlei;obtendo o tricampeonato neste esporte, e paralelamente competia no basquetebol sendo escolhida como a Melhor Atleta Amadora Feminina do Ano do Allstate Sugar Bowl, na região de Nova Orleans, em 2015-16, e foi premiada como a MVP do campeonato estadual e ao encerrar sua carreira nesta escola conquistou dois campeonatos estaduais.
Ela foi nomeada Jogadora do Ano do Gatorade no vôlei depois de levar os Cubs a um recorde de 40 vitórias e cinco derrotas e ao campeonato estadual da Divisão, na posição de ponteira marcou 571 pontos de ataques, 625 recuperações, 55 pontos de saque e 49 bloqueios.No basquete, marcou 27 pontos e fez 21 assistências nas semifinais estaduais e no jogo do campeonato. Ela aceitou uma bolsa para jogar vôlei de praia na Universidade do Estado da Luisiana (LSU)e nesta formou dupla com Claire Coppola por quatro anos e alcançaram mais de cem vitórias no Campeonato da NCAA durante esse período e terminaram em nono lugar no Campeonato da USA Volleyball Collegiate de Vôlei de Praia de 2017.
Em 2017, estreou Circuito da AVP ao lado de Megan Davenport no Aberto de Nova Iorque, e em 2018 disputou com Claire Coppola o referido circuito, o Aberto de Hermosa BeachOpene em 2018, a dupla terminou em quinto lugar no Campeonato Mundial Universitário de Voleibol de Praia em Munique..No Circuito da AVP de 2019 esteve com Claire Coppola no Aberto de Hermosa Beache juntas foram bicampeãs do Campeonato da USA Volleyball Collegiate de Vôlei de Praia em 2018 e 2019.
Em 2021, formou dupla com Taryn Kloth foram vice-campeãs do Campeonato da Coastal Collegiate Sports Association, quarto lugar no Campeonato da NCAA , além do título de Atlanta, e o terceiro lugar em Chicago, ambas pelo Circuito da AVP, e juntas venceram outras 36 partidas no Campeonato da NCAA, elevando-a a um total de 139 vitórias na competição universitária americana, sendo as mais vitoriosas até então. eleitas a Dupla do Ano pela AVCA
Na temporada de 2022, venceu com Taryn Kloth as etapas de Chicago e Austin, sendo vice-campeãs em Nova Orleans, estas pelo Circuito da AVP, sendo premiada com a dupla do ano e escolhidas como a dupla do ano pela VolleyballMag, e estrearam no Circuito Mundial no Future de Coolangatta e já foram campeãs, terminando em nono no Challenge de Itapema, depois, foram campeãs do Challenge de Kuşadası, e obtiveram a quinta posição nos eventos Elite 16 em Jūrmala, Gstaad, Paris e Cidade do Cabo, e ainda terminaram em quarto lugar em Torquay e quinto lugar no Finals Beach Pro Tour de Doha.Permanceram juntas para o período de 2023, terminando em quinto lugar no Elite 16 de Doha, Ostrava e Montreal, conquistaram o título do Challenge de La Paz (México), nono lugar no Elite 16 em Tepic, venceram o Elite 16 de Uberlândia, bronze no de Gstaadm vice-campeãs em Hamburgo e Paris, foram medalhistas de bronze no Campeonato Mundial em  Tlaxcala de Xicohténcatl, Apizaco e Huamantla.

## Títulos e resultados
- Elite 16 de Gstaad do Circuito Mundial de 2024
- Elite 16 de Uberlândia do Circuito Mundial de 2023
- Challenge de La Paz (México) do Circuito Mundial de 2023
- Challenge de Kuşadası do Circuito Mundial de 2022
- Future de Coolangatta do Circuito Mundial de 2022
- Elite 16 de Paris do Circuito Mundial de 2023
- Elite 16 de Hamburgo do Circuito Mundial de 2023
- Elite 16 de Gstaad do Circuito Mundial de 2023
- Elite 16 de João Pessoa do Circuito Mundial de 2023
- Elite 16 de Torquay do Circuito Mundial de 2022
- Etapa de Austin do Circuito da AVP de 2022
- Etapa de Chicago do Circuito da AVP de 2022
- Etapa de Atlanta do Circuito da AVP de 2021
- Etapa de Chicago do Circuito da AVP de 2021
- Campeonato da USA Volleyball Collegiate de 2019
- Campeonato da USA Volleyball Collegiate de 2018
- Campeonato Nacional Universitário NCAA de 2019
- Campeonato Universitário CCSA de 2021

## Premiações individuais
- Dupla do ano de 2022 do Circuito da AVP